# Венаротта
Венаротта (итал. Venarotta) — коммуна в Италии, располагается в регионе Марке, в провинции Асколи-Пичено.
Население составляет 2213 человек (2008 г.), плотность населения составляет 75 чел./км². Занимает площадь 30 км². Почтовый индекс — 63040. Телефонный код — 0736.
Покровителями коммуны почитаются святые Косма и Дамиан, целители безмездные, празднование 26 сентября.
На территории коммуны расположена западная часть горы Ашенсионе.

## Демография
Динамика населения:

## Администрация коммуны
- Официальный сайт: http://www.comune.venarotta.ap.it/